# نرچینسک
شهر نرچینسک (به روسی: Нерчинск) در کشور روسیه و در سرزمین زابایکالسکی واقع شده‌است.